# Habranthus angustus
Habranthus angustus é uma espécie de planta do gênero Habranthus.